# Надрічнянська сільська рада
Надрічня́нська сільська́ ра́да — адміністративно-територіальна одиниця та орган місцевого самоврядування в Бережанському районі Тернопільської області. Адміністративний центр — село Надрічне.

## Загальні відомості
- Територія ради: 1,3 км²
- Населення ради: 793 особи (станом на 2001 рік)

## Населені пункти
Сільській раді підпорядковані населені пункти:
- с. Надрічне

## Склад ради
Рада складається з 12 депутатів та голови.
- Голова ради: Баран Володимир Васильович
- Секретар ради: Яцишин Мирослава Михайлівна

### Керівний склад попередніх скликань
| Прізвище, ім'я, по батькові  | Основні відомості                                                                              | Дата обрання | Дата звільнення |
| ---------------------------- | ---------------------------------------------------------------------------------------------- | ------------ | --------------- |
| Ковальчук Михайло Васильович | Сільський голова, 1951 року народження, освіта середня спеціальна, член Народного Руху України | 26.03.2006   | 31.10.2010      |
| Ковальчук Михайло Васильович | Сільський голова, 1951 року народження, освіта середня спеціальна, член Народного Руху України | 31.10.2010   | 27.03.2014      |

Примітка: таблиця складена за даними сайту Верховної Ради України

### Депутати
За результатами місцевих виборів 2010 року:
- Кількість мандатів: 16
- Кількість мандатів, отриманих за результатами виборів: 15
- Кількість мандатів, що залишаються вакантними: 1

#### За суб'єктами висування
| Суб'єкт висування | Кількість обраних депутатів | %    |
| ----------------- | --------------------------- | ---- |
| Самовисування     | 14                          | 93,3 |
| Народна партія    | 1                           | 6,7  |

#### За округами
| № округу       | Прізвище, ім'я, по батькові    | Дата визнання обраним | Освіта             | Партійна приналежність      | Відомості про обраного депутата                                           |
| -------------- | ------------------------------ | --------------------- | ------------------ | --------------------------- | ------------------------------------------------------------------------- |
| Народна Партія |                                |                       |                    |                             |                                                                           |
| 11             | Буняк Михайло Ярославович      | 02.11.2010            | вища               | позапартійний               | ПОП «Урманське», ветеринарний лікар                                       |
| Самовисування  |                                |                       |                    |                             |                                                                           |
| 2              | Баран Оксана Степанівна        | 02.11.2010            | вища               | позапартійна                | Надрічнянська загальноосвітня школа, вчитель                              |
| 3              | Миколишин Дарія Дмитрівна      | 02.11.2010            | середня спеціальна | позапартійна                | Сільська бібліотека, завідувач сільською бібліотекою                      |
| 4              | Маланчук Володимир Васильович  | 02.11.2010            | вища               | позапартійний               | Бережанський районний суд, головний спеціаліст з інформаційних технологій |
| 5              | Баран Марія Леонівна           | 02.11.2010            | середня спеціальна | позапартійна                | Надрічнянська сільська рада, секретар                                     |
| 6              | Ковальчук Дмитро Михайлович    | 02.11.2010            | вища               | член Народного Руху України | Урманська загальноосвітня школа, вчитель                                  |
| 7              | Лещишин Олег Васильович        | 02.11.2010            | середня спеціальна | позапартійний               | ВАТ «Бережани газ», слюсар                                                |
| 8              | Гловіцький Іван Олексійович    | 02.11.2010            | середня спеціальна | позапартійний               | ТОВ «Крона», зав. Фермою                                                  |
| 9              | Мищишин Ганна Василівна        | 02.11.2010            | середня спеціальна | позапартійна                | Бережанський територіальний центр, соціальний працівник                   |
| 10             | Скуповський Михайло Богданович | 02.11.2010            | середня спеціальна | позапартійний               | 2-й рем. Завод, електрик                                                  |
| 12             | Баран Михайло Васильович       | 02.11.2010            | середня спеціальна | позапартійний               | тимчасово не працює                                                       |
| 13             | Майко Дмитро Вікторович        | 02.11.2010            | середня спеціальна | позапартійний               | тимчасово не працює                                                       |
| 14             | Мацишин Степан Петрович        | 02.11.2010            | середня            | позапартійний               | тимчасово не працює                                                       |
| 15             | Лещишин Іван Богданович        | 02.11.2010            | середня спеціальна | позапартійний               | тимчасово не працює                                                       |
| 16             | БОБ                            | 02.07.2021            | середня            | Партія "Brawl Stars"        | тимчасово не працює                                                       |